# Møllehøj
Møllehøj (dansko: [ˈmøləˌhʌjˀ]) je najvišja naravna točka na Danskem z 170,86 m nadmorske višine.

## Geografija
Møllehøj je v gričih Ejerbjerge v občini Skanderborg, zelo blizu Ejer Bavnehøja. Vrh je označen z mlinskim kamnom, ostankom Ejerjevega mlina, ki je na hribu stal od leta 1838 do 1917. Mlin je imel osem stranic in je imel čebulasto streho.
Nove meritve, opravljene februarja 2005, so pokazale, da je bil Møllehøj višji tako od Yding Skovhøja (172,66 m vključno z grobiščem iz bronaste dobe na njegovem vrhu, 170,77 m brez) v občini Horsens kot od Ejer Bavnehøja, ki sta oba veljala za višjega. Naravni višini teh dveh visokih točk pa sta 9 oziroma 51 cm nižji od Møllehøja. Leta 2005 je bila uradno priznana kot najvišja točka Danske.
Kraj leži na zasebnem zemljišču poleg kmetije, vendar je odprt za javne obiske. Parkira se na Ejer Bavnehøj, 300 metrov stran.
- Mlinski kamen, ki označuje vrh Møllehøja

## Opomba
1. ↑  For comparison, the tallest man-made structure in Denmark is the Tommerup Transmitter, which stands 321m or 1045ft high.